# Eus
Eus är en kommun i departementet Pyrénées-Orientales i regionen Occitanien i södra Frankrike. Kommunen ligger i kantonen Prades som tillhör arrondissementet Prades. År 2022 hade Eus 381 invånare.

## Befolkningsutveckling
Antalet invånare i kommunen Eus
| Referens: INSEE |